# جان گاریک
جان گاریک (انگلیسی: John Garrick؛ ۳۱ اوت ۱۹۰۲ – ۲۲ اکتبر ۱۹۶۶) بازیگر اهل بریتانیا بود.
از فیلم‌ها یا برنامه‌های تلویزیونی که وی در آن نقش داشته‌است، می‌توان به آدم‌های ناجور، ویکتور هربرت بزرگ، گرفتن یک دزد اشاره کرد.